# ديفيد كرين (أستاذ جامعي)
ديفيد كرين (بالإنجليزية: David Crane)‏ هو أستاذ جامعي أمريكي، ولد في 24 ديسمبر 1953 في دنفر في الولايات المتحدة.